# Élections municipales de 2020 dans l'Yonne
Les élections municipales de 2020 dans l'Yonne ont lieu le 15 mars 2020 avec un second tour initialement prévu le 22 mars. Comme dans le reste de la France, le report du second tour est annoncé en pleine crise sanitaire liée à la propagation du coronavirus (Covid-19). Le second tour a finalement lieu trois mois après le premier tour : le 28 juin 2020.

## Maires sortants et maires élus
Après la perte de Sens et Tonnerre lors du scrutin précédent, la gauche continue de perdre des positions, cette fois à Villeneuve-sur-Yonne et Auxerre. La droite rafle la mise, hormis à Tonnerre où le centriste Cédric Clech s'impose largement.
| Commune                | Population | Maire sortant     | Maire sortant | Maire sortant | Maire élu         | Maire élu | Maire élu |
| Commune                | Population | Nom               | Parti         | Parti         | Nom               | Parti     | Parti     |
| ---------------------- | ---------- | ----------------- | ------------- | ------------- | ----------------- | --------- | --------- |
| Auxerre                | 34 634     | Guy Ferez         |               | DVG           | Crescent Marault  |           | LR        |
| Avallon                | 6 572      | Jean-Yves Caullet |               | LREM          | Jean-Yves Caullet |           | LREM      |
| Charny Orée de Puisaye | 4 877      | Michel Courtois   |               | DVD           | Élodie Ménard     |           | DIV       |
| Joigny                 | 9 580      | Bernard Moraine   |               | DVG           | Nicolas Soret     |           | PS        |
| Migennes               | 7 240      | François Boucher  |               | LR            | François Boucher  |           | LR        |
| Monéteau               | 3 985      | Robert Bideau     |               | UDI           | Arminda Guiblain  |           | DVD       |
| Paron                  | 4 853      | Bernard Chatoux   |               | DVD           | Jean-Luc Givord   |           | LR        |
| Saint-Florentin        | 4 362      | Yves Delot        |               | LR            | Yves Delot        |           | LR        |
| Sens                   | 25 935     | Marie-Louise Fort |               | LR            | Marie-Louise Fort |           | LR        |
| Tonnerre               | 4 575      | Dominique Aguilar |               | UDI           | Cédric Clech      |           | DVG       |
| Villeneuve-sur-Yonne   | 5 219      | Cyril Boulleaux   |               | DVG           | Nadège Naze       |           | DVG       |

## Résultats dans les communes de plus de3 500 habitants

### Auxerre
- Maire sortant : Guy Férez (DVG)
- Maire élu : Crescent Marault (LR)[1]
- 39 sièges à pourvoir au conseil municipal (population légale 2017 : 34 634 habitants)
- 31 sièges à pourvoir au conseil communautaire (CA de l'Auxerrois)

| Tête de liste            | Tête de liste            | Liste                    | Premier tour | Premier tour | Second tour | Second tour | Sièges | Sièges |
| Tête de liste            | Tête de liste            | Liste                    | Voix         | %            | Voix        | %           | CM     | CC     |
| ------------------------ | ------------------------ | ------------------------ | ------------ | ------------ | ----------- | ----------- | ------ | ------ |
|                          | Crescent Marault         | LR                       | 2 963        | 37,25        | 4 147       | 49,02       | 30     | 23     |
|                          | Guy Férez                | DVG-LC                   | 2 632        | 33,09        | 3 251       | 38,43       | 7      | 6      |
|                          | Maud Navarre             | EELV                     | 867          | 10,90        | 3 251       | 38,43       | 7      | 6      |
|                          | Denis Roycourt           | DVG                      | 1 056        | 13,27        | 1 061       | 12,54       | 2      | 2      |
|                          | Mourad Youbi             | DVG                      | 237          | 2,97         |             |             |        |        |
|                          | Sylvie Manigaut          | LO                       | 199          | 2,50         |             |             |        |        |
|                          |                          |                          |              |              |             |             |        |        |
| Votes exprimés           | Votes exprimés           | Votes exprimés           | 7 954        | 97,25        | 8 459       | 97,93       |        |        |
| Votes blancs             | Votes blancs             | Votes blancs             | 78           | 0,95         | 89          | 0,44        |        |        |
| Votes nuls               | Votes nuls               | Votes nuls               | 147          | 1,80         | 90          | 0,44        |        |        |
| Total                    | Total                    | Total                    | 8 179        | 100          | 8 638       | 100         | 39     | 31     |
| Abstention               | Abstention               | Abstention               | 12 204       | 59,87        | 11 778      | 57,69       |        |        |
| Inscrits / participation | Inscrits / participation | Inscrits / participation | 20 383       | 40,13        | 20 416      | 42,31       |        |        |

### Avallon
- Maire sortant : Jean-Yves Caullet (LREM)
- Maire élu : Jean-Yves Caullet (LREM)[4]
- 29 sièges à pourvoir au conseil municipal (population légale 2017 : 6 572 habitants)
- 20 sièges à pourvoir au conseil communautaire (CC Avallon - Vézelay - Morvan)

| Tête de liste            | Tête de liste            | Liste                    | Premier tour | Premier tour | Second tour | Second tour | Sièges | Sièges |
| Tête de liste            | Tête de liste            | Liste                    | Voix         | %            | Voix        | %           | CM     | CC     |
| ------------------------ | ------------------------ | ------------------------ | ------------ | ------------ | ----------- | ----------- | ------ | ------ |
|                          | Jean-Yves Caullet        | LREM                     | 914          | 48,59        | 949         | 55,07       | 23     | 16     |
|                          | Sonia Patouret           | LR                       | 669          | 35,56        | 589         | 34,18       | 5      | 3      |
|                          | Fanny Bouvier            | RN                       | 225          | 11,96        | 185         | 10,73       | 1      | 1      |
|                          | Christophe Springaux     | LO                       | 73           | 3,88         |             |             |        |        |
|                          |                          |                          |              |              |             |             |        |        |
| Votes exprimés           | Votes exprimés           | Votes exprimés           | 1 881        | 96,12        | 1 723       | 97,23       |        |        |
| Votes blancs             | Votes blancs             | Votes blancs             | 27           | 1,38         | 26          | 1,47        |        |        |
| Votes nuls               | Votes nuls               | Votes nuls               | 49           | 2,50         | 23          | 0,51        |        |        |
| Total                    | Total                    | Total                    | 1 957        | 100          | 1 772       | 100         | 29     | 20     |
| Abstention               | Abstention               | Abstention               | 2 607        | 57,12        | 2 772       | 61,00       |        |        |
| Inscrits / participation | Inscrits / participation | Inscrits / participation | 4 564        | 42,88        | 4 544       | 39,00       |        |        |

### Charny Orée de Puisaye
- Nouvelle commune depuis le 1er janvier 2016 issue de la fusion des communes de la communauté de communes de l'Orée de Puisaye[6].
- Maire sortant : Michel Courtois (DVD)

À la suite des élections municipales de 2014, Michel Courtois est élu maire à Perreux. En janvier 2016, après la fusion des communes aboutissant à la création de Charny Orée de Puisaye, il est élu maire de Charny Orée de Puisaye par le nouveau conseil municipal.
- Maire élu : Élodie Ménard (DIV)[8]
- 55 sièges à pourvoir au conseil municipal (population légale 2017 : 4 877 habitants)
- 10 sièges à pourvoir au conseil communautaire (CC de Puisaye-Forterre)

| Tête de liste            | Tête de liste            | Liste                    | Premier tour | Premier tour | Second tour | Second tour | Sièges | Sièges |
| Tête de liste            | Tête de liste            | Liste                    | Voix         | %            | Voix        | %           | CM     | CC     |
| ------------------------ | ------------------------ | ------------------------ | ------------ | ------------ | ----------- | ----------- | ------ | ------ |
|                          | Élodie Ménard            | DIV                      | 853          | 42,06        | 1 075       | 47,00       | 41     | 8      |
|                          | Michel Courtois          | DVD                      | 846          | 41,71        | 1 010       | 44,16       | 12     | 2      |
|                          | Jean-Christophe Letierce | RN                       | 329          | 16,22        | 202         | 8,83        | 2      | 0      |
|                          |                          |                          |              |              |             |             |        |        |
| Votes exprimés           | Votes exprimés           | Votes exprimés           | 2 028        | 96,20        | 2 287       | 97,65       |        |        |
| Votes blancs             | Votes blancs             | Votes blancs             | 25           | 1,19         | 26          | 1,11        |        |        |
| Votes nuls               | Votes nuls               | Votes nuls               | 55           | 2,61         | 29          | 1,24        |        |        |
| Total                    | Total                    | Total                    | 2 108        | 100          | 2 342       | 100         | 55     | 10     |
| Abstention               | Abstention               | Abstention               | 1 682        | 44,38        | 1 439       | 38,06       |        |        |
| Inscrits / participation | Inscrits / participation | Inscrits / participation | 3 790        | 55,62        | 3 781       | 61,94       |        |        |

### Joigny
- Maire sortant : Bernard Moraine (DVG)
- Maire élu : Nicolas Soret (PS)[10]
- 29 sièges à pourvoir au conseil municipal (population légale 2017 : 9 580 habitants)
- 19 sièges à pourvoir au conseil communautaire (CC du Jovinien)

|                          | Nicolas Soret            | PS                       | 1 335 | 55,07 | 23 | 15 |  |  |
|                          | Jean-Michel Haudiquet    | LR                       | 603   | 24,87 | 3  | 2  |  |  |
|                          | Christophe Delaunay      | UDI                      | 486   | 20,04 | 3  | 2  |  |  |
|                          |                          |                          |       |       |    |    |  |  |
| Votes exprimés           | Votes exprimés           | Votes exprimés           | 2 424 | 96,08 |    |    |  |  |
| Votes blancs             | Votes blancs             | Votes blancs             | 38    | 1,51  |    |    |  |  |
| Votes nuls               | Votes nuls               | Votes nuls               | 61    | 2,42  |    |    |  |  |
| Total                    | Total                    | Total                    | 2 523 | 100   | 29 | 19 |  |  |
| Abstention               | Abstention               | Abstention               | 3 049 | 54,72 |    |    |  |  |
| Inscrits / participation | Inscrits / participation | Inscrits / participation | 5 572 | 45,28 |    |    |  |  |

### Migennes
- Maire sortant : François Boucher (LR)
- Maire élu : François Boucher (LR)
- 29 sièges à pourvoir au conseil municipal (population légale 2017 : 7 240 habitants)
- 13 sièges à pourvoir au conseil communautaire (CC de l'agglomération Migennoise)

|                          | François Boucher         | LR                       | 1 021 | 50,99 | 23 | 11 |  |  |
|                          | François Meyroune        | PCF                      | 748   | 37,36 | 5  | 2  |  |  |
|                          | Burhan Tekin             | DIV                      | 233   | 11,63 | 1  | 0  |  |  |
|                          |                          |                          |       |       |    |    |  |  |
| Votes exprimés           | Votes exprimés           | Votes exprimés           | 2 002 | 97,18 |    |    |  |  |
| Votes blancs             | Votes blancs             | Votes blancs             | 22    | 1,07  |    |    |  |  |
| Votes nuls               | Votes nuls               | Votes nuls               | 36    | 1,75  |    |    |  |  |
| Total                    | Total                    | Total                    | 2 060 | 100   | 29 | 13 |  |  |
| Abstention               | Abstention               | Abstention               | 2 312 | 52,88 |    |    |  |  |
| Inscrits / participation | Inscrits / participation | Inscrits / participation | 4 372 | 47,12 |    |    |  |  |

### Monéteau
- Maire sortant : Robert Bideau (UDI)
- Maire élu : Arminda Guiblain (DVD)[13]
- 27 sièges à pourvoir au conseil municipal (population légale 2017 : 3 985 habitants)
- 3 sièges à pourvoir au conseil communautaire (CA de l'Auxerrois)

| Tête de liste            | Tête de liste            | Liste                    | Premier tour | Premier tour | Second tour | Second tour | Sièges | Sièges |
| Tête de liste            | Tête de liste            | Liste                    | Voix         | %            | Voix        | %           | CM     | CC     |
| ------------------------ | ------------------------ | ------------------------ | ------------ | ------------ | ----------- | ----------- | ------ | ------ |
|                          | Arminda Guiblain         | DVD                      | 739          | 49,29        | 856         | 50,86       | 21     | 2      |
|                          | Patrick Picard           | DVD                      | 625          | 41,69        | 827         | 49,13       | 6      | 1      |
|                          | Yves Scalabrino          | DIV                      | 135          | 9,00         |             |             |        |        |
|                          |                          |                          |              |              |             |             |        |        |
| Votes exprimés           | Votes exprimés           | Votes exprimés           | 1 499        | 97,46        | 1 683       | 98,25       |        |        |
| Votes blancs             | Votes blancs             | Votes blancs             | 16           | 1,04         | 16          | 0,82        |        |        |
| Votes nuls               | Votes nuls               | Votes nuls               | 23           | 1,50         | 14          | 0,82        |        |        |
| Total                    | Total                    | Total                    | 1 538        | 100          | 1 713       | 100         | 27     | 3      |
| Abstention               | Abstention               | Abstention               | 1 457        | 48,65        | 1 284       | 42,84       |        |        |
| Inscrits / participation | Inscrits / participation | Inscrits / participation | 2 995        | 51,35        | 2 997       | 57,16       |        |        |

### Paron
- Maire sortant : Bernard Chatoux (DVD)
- Maire élu : Jean-Luc Givord (LR)
- 27 sièges à pourvoir au conseil municipal (population légale 2017 : 4 853 habitants)
- 4 sièges à pourvoir au conseil communautaire (CA du Grand Sénonais)

|                          | Jean-Luc Givord          | LR                       | 627   | 51,18 | 21 | 3 |  |  |
|                          | Claude Camus             | DIV                      | 473   | 38,61 | 5  | 1 |  |  |
|                          | Jonathan Pies            | DIV                      | 125   | 10,20 | 1  | 0 |  |  |
|                          |                          |                          |       |       |    |   |  |  |
| Votes exprimés           | Votes exprimés           | Votes exprimés           | 1 225 | 96,46 |    |   |  |  |
| Votes blancs             | Votes blancs             | Votes blancs             | 20    | 1,57  |    |   |  |  |
| Votes nuls               | Votes nuls               | Votes nuls               | 25    | 1,97  |    |   |  |  |
| Total                    | Total                    | Total                    | 1 270 | 100   | 27 | 4 |  |  |
| Abstention               | Abstention               | Abstention               | 1 490 | 53,99 |    |   |  |  |
| Inscrits / participation | Inscrits / participation | Inscrits / participation | 2 760 | 46,01 |    |   |  |  |

### Saint-Florentin
- Maire sortant : Yves Delot (LR)
- Maire élu : Yves Delot (LR)
- 27 sièges à pourvoir au conseil municipal (population légale 2017 : 4 362 habitants)
- 9 sièges à pourvoir au conseil communautaire (CC Serein et Armance)

|                          | Yves Delot               | LR                       | 525   | 100   | 27 | 9 |  |  |
|                          |                          |                          |       |       |    |   |  |  |
| Votes exprimés           | Votes exprimés           | Votes exprimés           | 525   | 84,27 |    |   |  |  |
| Votes blancs             | Votes blancs             | Votes blancs             | 41    | 6,58  |    |   |  |  |
| Votes nuls               | Votes nuls               | Votes nuls               | 57    | 9,15  |    |   |  |  |
| Total                    | Total                    | Total                    | 623   | 100   | 27 | 9 |  |  |
| Abstention               | Abstention               | Abstention               | 2 033 | 76,54 |    |   |  |  |
| Inscrits / participation | Inscrits / participation | Inscrits / participation | 2 656 | 23,46 |    |   |  |  |

### Sens
- Maire sortant : Marie-Louise Fort (LR)
- Maire élu : Marie-Louise Fort (LR)[17]
- 35 sièges à pourvoir au conseil municipal (population légale 2017 : 25 935 habitants)
- 26 sièges à pourvoir au conseil communautaire (CA du Grand Sénonais)

| Tête de liste            | Tête de liste            | Liste                    | Premier tour | Premier tour | Second tour | Second tour | Sièges | Sièges |
| Tête de liste            | Tête de liste            | Liste                    | Voix         | %            | Voix        | %           | CM     | CC     |
| ------------------------ | ------------------------ | ------------------------ | ------------ | ------------ | ----------- | ----------- | ------ | ------ |
|                          | Marie-Louise Fort        | LR                       | 2 117        | 39,16        | 2 483       | 50,11       | 27     | 20     |
|                          | Laurent Moinet           | DVG                      | 907          | 16,78        | 1 148       | 23,16       | 4      | 3      |
|                          | Julien Odoul             | RN                       | 795          | 14,70        | 691         | 13,94       | 2      | 2      |
|                          | Mathieu Bittoun          | EÉLV                     | 629          | 11,63        | 633         | 12,77       | 2      | 1      |
|                          | Michèle Crouzet          | DVD                      | 494          | 9,13         |             |             |        |        |
|                          | Claude Vivier Le Got     | LREM                     | 382          | 7,06         |             |             |        |        |
|                          | José Carrasco            | LO                       | 81           | 1,49         |             |             |        |        |
|                          |                          |                          |              |              |             |             |        |        |
| Votes exprimés           | Votes exprimés           | Votes exprimés           | 5 405        | 96,73        | 4 955       | 97,62       |        |        |
| Votes blancs             | Votes blancs             | Votes blancs             | 39           | 0,70         | 41          | 0,81        |        |        |
| Votes nuls               | Votes nuls               | Votes nuls               | 144          | 2,58         | 80          | 1,58        |        |        |
| Total                    | Total                    | Total                    | 5 588        | 100          | 5 076       | 100         | 35     | 26     |
| Abstention               | Abstention               | Abstention               | 10 305       | 64,84        | 10 824      | 68,08       |        |        |
| Inscrits / participation | Inscrits / participation | Inscrits / participation | 15 893       | 35,16        | 15 900      | 31,92       |        |        |

### Tonnerre
- Maire sortant : Dominique Aguilar (UDI)
- Maire élu : Cédric Clech (DVG)
- 27 sièges à pourvoir au conseil municipal (population légale 2017 : 4 575 habitants)
- 15 sièges à pourvoir au conseil communautaire (CC Le Tonnerrois en Bourgogne)

|                          | Cédric Clech             | DVG                      | 773   | 61,74 | 23 | 12 |  |  |
|                          | Dominique Aguilar        | UDI                      | 316   | 25,23 | 3  | 2  |  |  |
|                          | Nabil Hamam              | DIV                      | 163   | 13,01 | 1  | 1  |  |  |
|                          |                          |                          |       |       |    |    |  |  |
| Votes exprimés           | Votes exprimés           | Votes exprimés           | 1 252 | 96,53 |    |    |  |  |
| Votes blancs             | Votes blancs             | Votes blancs             | 22    | 1,7   |    |    |  |  |
| Votes nuls               | Votes nuls               | Votes nuls               | 23    | 1,77  |    |    |  |  |
| Total                    | Total                    | Total                    | 1 297 | 100   | 27 | 15 |  |  |
| Abstention               | Abstention               | Abstention               | 1 426 | 52,37 |    |    |  |  |
| Inscrits / participation | Inscrits / participation | Inscrits / participation | 2 723 | 47,63 |    |    |  |  |

### Villeneuve-sur-Yonne
- Maire sortant : Cyril Boulleaux (DVG)
- Maire élu : Nadège Naze (DVG)[21]
- 29 sièges à pourvoir au conseil municipal (population légale 2017 : 5 219 habitants)
- 5 sièges à pourvoir au conseil communautaire (CA du Grand Sénonais)

| Tête de liste            | Tête de liste            | Liste                    | Premier tour | Premier tour | Second tour | Second tour | Sièges  | Sièges  |
| Tête de liste            | Tête de liste            | Liste                    | Voix         | %            | Voix        | %           | CM      | CC      |
| ------------------------ | ------------------------ | ------------------------ | ------------ | ------------ | ----------- | ----------- | ------- | ------- |
|                          | Cyril Boulleaux          | DVG                      | 590          | 36,21        | 674         | 41,63       | 6       | 1       |
|                          | Nadège Naze              | DVG                      | 468          | 28,72        | 721         | 44,53       | 21      | 6       |
|                          | Michel Der Agobian       | DVD                      | 329          | 20,19        | Retrait     | Retrait     | Retrait | Retrait |
|                          | Cyril André              | RN                       | 242          | 14,85        | 224         | 13,83       | 2       | 0       |
|                          |                          |                          |              |              |             |             |         |         |
| Votes exprimés           | Votes exprimés           | Votes exprimés           | 1 629        | 97,31        | 1 619       | 97,59       |         |         |
| Votes blancs             | Votes blancs             | Votes blancs             | 10           | 0,60         | 21          | 1,27        |         |         |
| Votes nuls               | Votes nuls               | Votes nuls               | 35           | 2,09         | 19          | 1,15        |         |         |
| Total                    | Total                    | Total                    | 1 674        | 100          | 1 659       | 100         | 29      | 5       |
| Abstention               | Abstention               | Abstention               | 1 978        | 54,16        | 1 993       | 54,57       |         |         |
| Inscrits / participation | Inscrits / participation | Inscrits / participation | 3 652        | 45,84        | 3 652       | 45,43       |         |         |